# Khanjarli
Der Khanjarli ist ein indischer Dolch aus dem 17. bis 19. Jahrhundert.

## Geschichte
Der Khandjarli entstand in Indien und hat Ähnlichkeiten mit dem Khanjar und dem Chilanum. Das Hauptunterscheidungsmerkmal zum Khanjar ist die Griffgestaltung und die Klingenform.

## Beschreibung
Der Khanjarli besitzt eine breite, S-förmig, doppelt gebogene Klinge, mit entweder einer starken Mittellinie, oder einer verhältnismäßig breiten Hohlbahn (fälschlich Blutrinne) und ist etwa 22 cm lang. Die Gesamtlänge beträgt etwa 38 cm. Das Heft (Griff) ist verhältnismäßig kurz und hat in den meisten Fällen einen pilzförmigen oder halbmondförmigen Knauf. Er hat nur eine sehr kurze Parierstange oder Parierscheibe. Bei vielen Exemplaren ist ein metallener Handschutzbügel vorhanden, der von der Parierscheibe bis zum Knauf verläuft. Der Griff ist häufig mit Elfenbein besetzt. Die normale Beschalung besteht aus Holz oder Horn. Die Ausstattung reicht von ganz einfachen, bis hin zu wertvoll ausgestatteten Varianten. Die Scheiden bestehen oft aus Leder oder Holz und sind mit Samt in verschiedenen Farben überzogen. Die meisten Klingen sind aus gehärtetem Schmiedestahl hergestellt, alternativ werden Klingen auch aus indischem Wootz-Stahl hergestellt (Gussstahldamaszener).

## Rezeption
Khanjarli werden öfter als andere indische Dolchvarianten in Museen und im Handel angetroffen.